# خورشیدگرفتگی ۱۷ اوت ۱۸۰۳
خورشیدگرفتگی ۱۷ اوت ۱۸۰۳ (به انگلیسی: Solar eclipse of 17 August 1803) یک خورشیدگرفتگی از نوع خورشیدگرفتگی حلقه‌ای بود که در آفریقا، آسیا، اروپا، اندونزی و اقیانوس هند قابل مشاهده بود. این خورشیدگرفتگی در تاریخ ۱۷ اوت ۱۸۰۳ روی داد که زمان اوج آن، ساعت ۸:۲۵:۰۳ به‌وقت ساعت هماهنگ جهانی بوده‌است. مدت‌زمان و طول این خورشیدگرفتگی ۰۳ دقیقه و ۴۷ ثانیه بود.